# Leszek Marciniec
Leszek Stanisław Marciniec (ur. 17 lipca 1940 w Łagiewnikach, zm. 17 kwietnia 2010 w Busku-Zdrój) – nauczyciel, dziennikarz, regionalista.

## Życiorys
Po zakończeniu edukacji pracował jako nauczyciel. W latach 1970–1982 był komendantem buskiego hufca ZHP. Pracę jako dziennikarz Tygodnika Ponidzie rozpoczął po przejściu na emeryturę. Przez całe życie zbierał i gromadził informacje związane z historią Buska Zdroju i najbliższej okolicy. Zmarł 17 kwietnia 2010 roku. Odznaczony między innymi: Medalem Komisji Edukacji Narodowej, Złotym „Krzyżem Za Zasługi dla ZHP” i Krzyżem „Za Zasługi dla Kielecczyzny”.
Został pochowany na cmentarzu parafialnym w Busku-Zdroju.

## Życie prywatne
Syn Bolesława i Agnieszki. Był żonaty ze Stanisławą Marciniec.

## Upamiętnienie
Od 2011 roku jest patronem harcerskiej 2. Buskiej Ratowniczej Drużyny Wędrowniczej. W 2016 roku jedną z ulic w Busku-Zdroju nazwano jego imieniem. Od 2021 roku jest patronem buskiego Domu Harcerza, na którego fasadzie odsłonięto poświęcono mu tablicę. 

## Twórczość
- Buska Starówka;
- Buska Starówka Zdrojowa;
- Figury i krzyże przydrożne gminy Busko-Zdrój;
- Klasztor Norbertanek w Busku-Zdroju;
- Kurortu czar;
- Pomnik na mogile powstańców w 1863 roku w Kamedułach;
- Cmentarz parafialny w Busku-Zdroju;
- Pomniki, figury, tablice pamiątkowe w Busku Zdroju;
- Przewodnik po Busku-Zdroju i okolicy;
- Sołectwa gminy Busko-Zdrój;
- Więzi i korzenie (3 tomy);
- Z dziejów harcerstwa na ziemi buskiej[5].